# Alfred Stock
Alfred Stock (Gdańsk, 16 de juliol de 1876 - Aken, 12 d'agost de 1946) va ser un científic alemany especialista en química inorgànica. Va ser el primer investigador en estudiar els hidrurs de bor i de silici en el camp de la química de coordinació. També són destacables els seus treballs sobre el mercuri i l'enverinament per mercuri. El premi Memorial Alfred Stock és atorgat en la seva memòria per la Societat de Químics Alemanys – Gesellschaft Deutscher Chemiler.

## Biografia
Stock va néixer a la ciutat de l'imperi Alemany llavors anomenada Danzing, sent educat a Berlín. Amb nou anys era l'assistent de Hermann Emil Fischer, químic de prestigi guardonat amb un premi Nobel l'any 1902. El 1900, va obtenir la plaça de professor a la Universitat de Breslau i el 1916 va succeir a Richard Willstätter com a director de l'institut Kaiser Guillermo a Berlín. Després de superar un greu enverinament per mercuri, va ser director del Departament de Química de la Technische Hochschule de Karlsruhe entre 1926 i 1936.

## Investigació en química de coordinació
Stock va ser el primer científic en endinsar-se en el món dels hidrurs de bor, una família de compostos químics coneguda com a borans, amb la fórmula general BxHy, d'extrema reactivitat. Els borans són extremadament inflamables en contacte amb l'aire, per aquest motiu, pel seu estudi va ser necessari disposar i desenvolupar la tecnologia d'alt buit que va començar a estar disponible a partir del 1912. Stock va fer un estudi similar per a hidrurs de silici o també anomenats silians.
Ambdues famílies d'hidrurs representaven un interès teòric degut a la seva proximitat als hidrocarburs, els quals posseeixen una rica varietat i diversitat estructural. Tot i així els borans van resultar tenir un interès de més llarg abast tant per les seves propietats com per les seves inusuals estructures moleculars. El seu estudi va permetre expandir l'abast de la química inorgànica.
Alguns hidrurs com el diborà han estat posteriorment desenvolupats a nivell industrial pel seu ús com a reactius en síntesi orgànica.

## Investigacions en química inorgànica
El 1921, Stock va ser el primer científic en obtenir beril·li metàl·lic per electròlisi de una barreja de sodi i fluorur de beril·li. Aquest mètode va permetre l'obtenció a escala de beril·li, utilitzat en la fabricació d'aliatges i vidres especials com els emprats en tubs de raigs X.
Stock també va introduir nous conceptes teòrics com el del terme “ligando” (del llatí: lígare, enllaçar). El “sistema de nomenclatura Stock” va ser proposat en 1919 pel seu ús en la denominació de compostos binaris sent, amb algunes modificacions, adoptat universalment.

## Estudi del mercuri
Stock va publicar prop de 50 treballs sobre diferents aspectes del mercuri, i en particular, de l'enverinament per mercuri. Afectat ell mateix des de 1926 per aquesta malaltia crònica, els treballs de Stock van permetre disposar de diferents tests de mesura de riscs així com de noves tècniques per la manipulació de substàncies amb mercuri. Stock va iniciar una campanya de divulgació dels riscs del mercuri, l'ús del qual havia començat a introduir-se, particularment en el camp de la pràctica dentista. Un comitè mèdic va ser creat a Berlín el 1926 per la investigació dels casos d'intoxicació i enverinament per mercuri, utilitzant per primera vegada el terme micromercurialisme.

## Retirada i mort
Després del retirar-se el 1936, es va traslladar des de Karlsruhe a Berlín. Va morir a Akin an de Elbe, una petita ciutat prop de Dessau, a l'agost de 1946 a l'edat de 70 anys.

## Reconeixement pòstum
En reconeixement de les seves contribucions al camp de la química inorgànica, la Societat Química Alemanya (Gesellschaft Deutscher Chemiker) va crear el 1950 l'Alfred Stock Memorial Prize. El premi, que consisteix en una medalla d'or i diners, és atorgat cada dos anys per "un destacat d'investigació experimental científica independent en el camp de la química inorgànica”.

## Publicacions
- Praktikum der quantitativen anorganischen Analyse. Berlin 1909, (6. Auflage, München 1979).
- Ultrastrukturchemie. Berlin 1920.
- Hydrides of boron and silicon. Ithaca(USA) 1933, (Neuausgabe Ithaca(UAS) 1957).
- Die Gefährlichkeit des Quecksilbers und der Amalgam-Zahnfüllungen. Berlin 1928.
- Das Atom In: Angewandte Chemie Band 37, Nr. 6, 1924, ISSN 1521-3757, doi:10.1002/ange.19240370602, S. 65–67.

## Invencions
- Termòmetre de tensió.

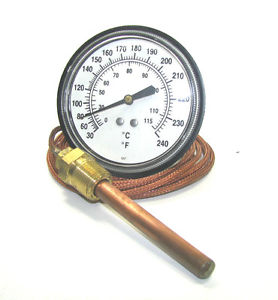
Termòmetre de tensió

- L'aparell “Stock High Vacuum": un aparell de vidre que permet treballar amb substàncies altament inflamables i tòxiques en alt buit.
- Principis de la química dels complexos metall-quelat..
- Nomenclatura de Stock: sistema internacional per nomenar l'estat d'oxidació d'un àtom en un compost.